# 伊斯特利足球俱乐部
伊斯特利足球會（英語：Eastleigh Football Club）是位於英格蘭東南部漢普郡的鐵路鎮伊斯特利的足球俱乐部，現時在英格蘭足球聯賽系統第五級的英格蘭足球議會全國聯賽參賽。

## 歷史
球會是由一班出入「弗莱明军备酒馆」（Fleming Arms public house）的朋友組成，初時名為「斯韦思林竞技」（Swaythling Athletic），其後改稱「斯韦思林」（Swaythling）。於1950年加入漢普郡聯賽（Hampshire League），並於1980年正式更名「伊斯特利」（Eastleigh）。1986年加入新成立的威塞克斯聯賽（Wessex League）成為創始成員。2002/03年球季伊斯特利贏得聯賽冠軍並獲得升班加入南部聯賽東部組。升班首個球季取得第四位，翌季由於重組英格蘭足球聯賽系統並成立北部聯和南部聯，伊斯特利被調到依斯米安聯賽超聯組作賽。
伊斯特利在依斯米安聯賽超聯組的首個球季取得第三位的成績及參加升班附加賽，先在準決賽以2-0淘汰布倫特里，再於決賽以2-1擊敗莱顿（Leyton）後升班到英格蘭足球議會南部聯賽。2008/09年球季伊斯特利取得季軍及參賽附加賽，曾一度於準決賽首回合領先四球，但最終兩回合累計以4-6被海耶斯（Hayes & Yeading United）擯出局。
伊斯特利於2012/13年球季幾乎取得升班全國聯的資格，在南部聯再次取得第三位及參賽附加賽，於準決賽對多佛競技在次回合作客以2-0獲勝，收復首回合主場負1-3的兩球劣勢，賽事不設作客入球優惠，經過加時賽，伊斯特利在互射十二碼以2-4見負，宣佈提早出局。
2013/14年球季伊斯特利終於贏得南部聯的冠軍錦標，2014年4月18日聯賽煞科日，賽前只需賽和獲得1分即可奪冠，在超過1,500名主場球迷見證下，以2-1擊敗巴辛斯图克（Basingstoke Town）順利於賽後高舉獎盃，並歷來首次升班到英格蘭足球議會全國聯賽。

## 東主
伊斯特利的擁有權於2011年末變動。2011年11月26日，於召開董事會後，球會宣佈建議接納由「拜度保險」（Bridle Insurance）提出收購控制性股權的出價，該公司亦是英乙球隊牛津聯的主要贊助商，以牛津郡威特尼（Witney）為基地，亦以資助「格伦·霍德尔足球學院」（Glen Hoddle's football academies）而聞名。行政總監斯图尔特·唐纳德（Stewart Donald）和營運總監尼尔·福克斯（Neil Fox）獲邀加入伊斯特利董事會成為董事，而保罗·默里（Paul Murray）留任主席。
拜度保險在伊斯特利推行的五年計劃一部分為提升主場球場的規格達到英格蘭足球聯賽的水平，資助建立一座7,500座的全坐席球場，希望伊斯特利最終能夠晉身英格蘭足球聯賽。
拜度保險的收購最終獲得確認，並於2012年2月1日球會宣佈交易完成。稍後在2月9日，早於2006年5月加入伊斯特利的足球總監戴夫·馬龍（Dave Malone）下台離隊，以讓新東主能夠順利推行新政。2012年3月23日於收購後僅擔任非執行主席的保罗·默里亦宣佈即時離隊，米克·格迪斯（Mick Geddes）於稍後仍為他的繼任人。

## 榮譽
- 英格蘭足球議會南部聯賽
  - 冠軍：2013/14年；
- 威塞克斯聯賽（Wessex League）
  - 超聯組冠軍：2002/03年；
- 漢普郡聯賽（Hampshire League）
  - 乙組冠軍：1967/70年；
  - 丙組冠軍：1950/51年、1953/54年；
- 南安普敦高級聯賽（西）（Southampton Senior League (West)）
  - 冠軍：1949/50年；
- 罗素·柯特斯盃（Russell Cotes Cup）
  - 冠軍：2005年；
- 漢普郡中級盃（Hampshire Intermediate Cup）
  - 冠軍：1951年；
- 漢普郡週中汛光燈照明盃（Hampshire Midweek Floodlit Cup）
  - 冠軍：1979年；
- 漢普郡高級盃（Hampshire Senior Cup）
  - 冠軍：2012年[8]；
- 威塞克斯聯賽盃[9]（Wessex League Cup）
  - 亞軍：2002/03年；

## 外部連結
- 官方网站
- Official Blog （页面存档备份，存于）
- Official Facebook page （页面存档备份，存于）
- Official Twitter page （页面存档备份，存于）
- Match Commentary
- Match Pictures

50°57′08.26″N 1°22′18.37″W / 50.9522944°N 1.3717694°W